# هنری ال. داوز
هنری ال. داوز (به انگلیسی: Henry L. Dawes) سناتور سابق عضو حزب جمهوری‌خواه ایالات متحده آمریکا بود. وی در سال ۱۸۷۵ تا ۱۸۹۳ میلادی سناتور ایالت ماساچوست در سنای ایالات متحده آمریکا بود.
در سال ۱۸۸۷ میلادی، سناتور داوز بانی تصویب طرح معروفی شد که تبدیل به قانون فدرال ایالات متحده آمریکا شد. تصویب قانون داوز باعث پایان جنگ‌های سرخ‌پوستان با دولت فدرال شد. هرچند مناقشات حقوقی میان سرخ‌پوستان آمریکا و دولت فدرال بر سر زمین و منابع تمامی نداشته است.